# Art Imlech
Art Imlech ou Imleach, (I.e: « ayant un bord ou une bordure » ou « en bordure d'un lac ou un marais ») fils de Elim Olfínechta, est selon les légendes médiévales et la tradition pseudo historique irlandaise un  Ard ri Erenn.

## Règne
Art Imlech  prend le pouvoir  après avoir tué son prédécesseur, Gíallchad qui était aussi le meurtrier de son père. Il est réputé avoir érigé sept forts pendant son règne  qui aurait duré 12 ans(A.F.M.), ou 22 ans (F.F.E), avant d' être tué lors d'un combat par Nuadu Finn Fáil le fils de Gíallchad.
Son fils Bres Rí sera ensuite à son tour Ard ri Erenn.

## Chronologie
Le Lebor Gabála Érenn synchronise son règne avec ceux de  Phraortès (665-633 av. J.-C. ) et Cyaxare (625-585 av. J.-C.) sur les  Mèdes. La chronologie de Geoffrey Keating Foras Feasa ar Éirinn date son règne entre 777-755 av. J.-C., et les  Annales des quatre maîtres de 1014-1002 av. J.-C. .

## Source
- (en) Cet article est partiellement ou en totalité issu de l’article de Wikipédia en anglais intitulé « Art Imlech » (voir la liste des auteurs), édition du 8 avril 2012.